# Lobe
Lobe je priimek več znanih Slovencev:

## Znani nosilci priimka
- Bojana Lobe, sociologinja, družboslovna informatičarka
- Dragutin (Karlo) Lobe (1833—1924) in sin Miroslav Lobe (1861—1939), hrvaška pivovarja (Ožujsko pivo)
- Feliks Lobe (1894—1970), strojnik in izumitelj, univerzitetni profesor, akademik
- Franc Lobe (1923—2002), dr.
- Hilda Lobe (1903—1995), violončelistka
- Hinko Lobe, dr. prava, spiker Radia Trst, politični begunec
- Ivan Lobe (1843—1935), agronom
- Mateja Lobe Prebil, dr. veterinar.med., strok. za zdravilne rastline
- Peter Lobe (*1938), strojnik